# Havis Amanda

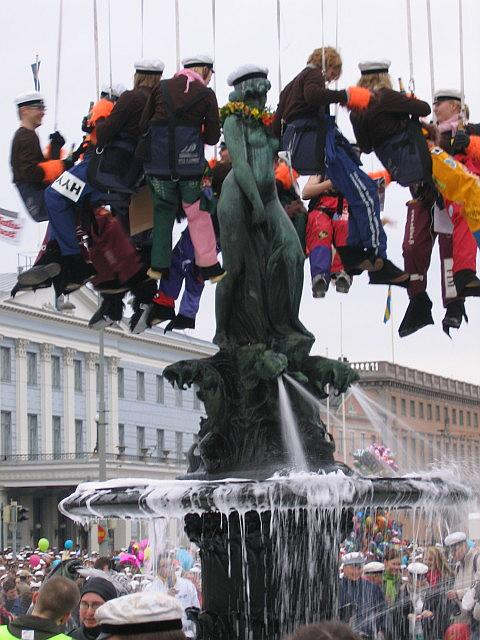
Havis Amanda

Havis Amanda je socha nahé ženy umístěná na Tržním náměstí (Kauppatori) ve čtvrti Kaartinkaupunki v Helsinkách. Je dílem sochaře Ville Vallgrena, vytvořená v Paříži roku 1906 a na své současné místo byla převezena roku 1908.
Vallgren původně zval sochu Merenneito (česky: Mořská panna), ale brzy se ujal švédský název Havis Amanda nebo finský Haaviston manta či prostě Manta.
Každý rok na prvního máje, Vappu, je socha umyta studenty místních universit a na její hlavu je dána tradiční finská studentská čepice.